# Göljan
Göljan är en sjö i Örebro kommun i Närke och ingår i Norrströms huvudavrinningsområde. Sjön har en area på 0,124 kvadratkilometer och ligger 210,5 meter över havet. Sjön avvattnas söderut genom Göljebäcken och Frösvidalsån till Tysslingen.

## Delavrinningsområde
Göljan ingår i det delavrinningsområde (658136-145260) som SMHI kallar för Mynnar i Tysslingen. Medelhöjden är 150 meter över havet och ytan är 39,84 kvadratkilometer. Det finns inga avrinningsområden uppströms utan avrinningsområdet är högsta punkten. Frösvidalsån som avvattnar avrinningsområdet har biflödesordning 3, vilket innebär att vattnet flödar genom totalt 3 vattendrag innan det når havet efter 232 kilometer. Avrinningsområdet består mestadels av skog (72 procent) och jordbruk (17 procent). Avrinningsområdet har 0,85 kvadratkilometer vattenytor vilket ger det en sjöprocent på 2,1 procent.

## Göljekatastrofen
Natten mellan den 2 och 3 maj 1951, efter en tid med snabb snösmältning, brast dammen vid sjöns utlopp i Göljebäcken och på ett par timmar sänktes sjöns vattenstånd med nästan 3 meter. Den flodvåg som sköljde ned efter Göljebäcken skapade stor förödelse, men lyckligtvis kom ingen människa till skada. 